# Tripleurospermum
Tripleurospermum es un género de plantas con flores perteneciente a la familia Asteraceae. Comprende 89 especies descritas y de estas, solo 41 aceptadas.

## Descripción
Son plantas herbáceas anuales y perennes. La mayoría de las especies de clima templado se encuentran en Europa y Asia, aunque algunas son de América del Norte y África del Norte. Las plantas suelen tener hojas lobuladas que se componen de uno a tres pares casi opuestos.

## Taxonomía
El género fue descrito por Carl Heinrich Bipontinus Schultz y publicado en Ueber die Tanaceteen: mit besonderer Berücksichtigung der deutschen Arten 31–34, en 1844.

#### Etimología
Tripleurospermum: nombre genérico que deriva de la combinación de los vocablos griegos τρεῖς (treîs); "tres", πλευρά, -όν (pleurá, -ón); "costilla", y σπέρμα (spérma); "semilla"; "semilla de 3 costillas", en referencia los componentes de los aquenios de las plantas del género.

## Especies
Comprende 41 especies, 4 subespecies y 4 variedades aceptadas:
- Tripleurospermum ambiguum (Ledeb.) Franch. y Sav., 1875
- Tripleurospermum anchialense M.Král, 1990
- Tripleurospermum auriculatum (Boiss.) Rech.f., 1964
- Tripleurospermum baytopianum E.Hossain, 1973
- Tripleurospermum breviradiatum (Ledeb.) Pobed., 1961
- Tripleurospermum callosum (Boiss. y Heldr.) E.Hossain, 1975
- Tripleurospermum caucasicum (Willd.) Hayek, 1924
- Tripleurospermum conoclinium (Boiss. y Balansa) Hayek, 1931
- Tripleurospermum corymbosum E.Hossain, 1973
- Tripleurospermum decipiens (Fisch. y C.A.Mey.) Bornm., 1940
- Tripleurospermum disciforme (C.A.Mey.) Sch.Bip., 1844
- Tripleurospermum elongatum (Fisch. y C.A.Mey. ex DC.) Bornm., 1944
- Tripleurospermum eskilense Tekşen & Karaman, 2022
- Tripleurospermum fissurale (Sosn.) E.Hossain, 1975
  - Tripleurospermum fissurale var. fissurale
  - Tripleurospermum fissurale var. radiatum Özbek, 2020
- Tripleurospermum froedinii Rech.f., 1950
- Tripleurospermum griersonii Yıld., 2010
- Tripleurospermum heterolepis (Freyn y Sint.) Bornm., 1944
- Tripleurospermum homogamum G.X.Fu, 1980
- Tripleurospermum hookeri Sch.Bip., 1853
- Tripleurospermum hygrophilum (Bornm.) Bornm., 1944
- Tripleurospermum inodorum (L.) Sch.Bip., 1844
- Tripleurospermum insularum Inceer y Hay.-Ayaz, 2014
- Tripleurospermum kotschyi (Boiss.) E.Hossain, 1975
- Tripleurospermum limosum (Maxim.) Pobed., 1961
- Tripleurospermum maritimum (L.) W.D.J.Koch, 1845
  - Tripleurospermum maritimum subsp. boreale (Hartm.) A.Pedersen, 1972
  - Tripleurospermum maritimum subsp. maritimum
  - Tripleurospermum maritimum subsp. nigriceps P.D.Sell, 2006
  - Tripleurospermum maritimum subsp. vinicaule P.D.Sell, 2006
- Tripleurospermum melanolepis (Boiss. y Buhse) Pobed., 1960
- Tripleurospermum microcephalum (Boiss.) Bornm., 1939
- Tripleurospermum monticola (Boiss. y A.Huet) Bornm., 1944
- Tripleurospermum parviflorum (Willd.) Pobed., 1961
- Tripleurospermum pichleri (Boiss.) Bornm., 1944
- Tripleurospermum repens (Freyn y Sint.) Bornm., 1944
- Tripleurospermum rosellum (Boiss. y Orph.) Hayek, 1931
  - Tripleurospermum rosellum var. album E.Hossain, 1973
  - Tripleurospermum rosellum var. rosellum
- Tripleurospermum rupestre (Sommier y Levier) Pobed., 1961
- Tripleurospermum sannineum (J.Thiébaut) Mouterde ex Charpin y Dittrich, 1983
- Tripleurospermum sevanense (Manden.) Pobed., 1961
- Tripleurospermum subpolare Pobed., 1961
- Tripleurospermum tempskyanum (Freyn y Sint.) Hayek, 1931
- Tripleurospermum tenuifolium (Kit.) Freyn, 1888
- Tripleurospermum tetragonospermum (F.Schmidt) Pobed., 1961
- Tripleurospermum transcaucasicum (Manden.) Pobed., 1961
- Tripleurospermum ziganaense Inceer y Hay.-Ayaz, 2008